# Plan de San Miguel, delstaten Mexiko
Plan de San Miguel är en ort i Mexiko, tillhörande kommunen Ixtapan de la Sal i delstaten Mexiko. Orten hade 390 invånare vid folkräkningen 2010.